# Jürgen Wähling
Jürgen Wähling (* 6. Dezember 1940 in Hamburg) ist ein ehemaliger deutscher Fußballspieler und Fußballtrainer.

## Sportliche Karriere
Als Jugendspieler des Hamburger Vereins Grün-Weiß 07 in die DFB-Jugendauswahl berufen, ging er 1960 in die Schweiz und war dort als Spieler bis 1964 beim FC Luzern tätig. Zurück in Deutschland, spielte Jürgen Wähling ab 1964 in der Regionalliga Berlin und 1965/66 eine Saison in der Fußball-Bundesliga: Für die Mannschaft von Tasmania Berlin brachte er es dabei bis 1967 auf 34 Einsätze (davon zwölf Einsätze in der Bundesliga), in denen er ein Tor in der Regionalliga schoss. Tasmania spielte nur eine Saison im Fußball-Oberhaus und ging in die Geschichte der Fußball-Bundesliga ein: die Mannschaft rückte aus sportpolitischen Gründen in die Bundesliga auf, da Hertha BSC die Lizenz entzogen wurde. Tasmania stieg mit 8:60 Punkten und 15:108 Toren sofort wieder ab und stellte einige Minus-Rekorde in der Bundesliga auf. Jürgen Wähling konnte, obwohl er als Stürmer eingesetzt wurde, keinen Bundesliga-Treffer für Tasmania beisteuern. 1967 ging Wähling wieder in die Schweiz nach Langenthal, wo er in der Saison 1969/70 auch Spielertrainer war. Danach beendete er seine Spielerlaufbahn.
Erfolgreicher war Jürgen Wähling als Trainer. Von 1970 bis 1971 trainierte er die Auswahl des Hamburger Fußball-Verbands und von 1972 bis 1974 die Amateure des SV Werder Bremen. Ab 1974 arbeitete Wähling als Trainer in Dänemark: In dem Land war er zwischen Sommer 1974 und Jahresende 1978 beim Boldklubben 1909 in Odense beschäftigt, von Januar 1979 bis Ende Dezember 1980 betreute er den Vejle BK als Trainer, dann von Anfang 1981 bis Ende 1983 Esbjerg fB sowie von Januar 1984 bis März 1986 Aarhus GF. 1978 wurde Wähling als Dänemarks Trainer des Jahres ausgezeichnet.
Von 1986 bis 1988 war Wähling Trainer von Hannover 96. Hannover war 1985/86 aus der Bundesliga abgestiegen und verpflichtete ihn mit dem Ziel, den direkten Wiederaufstieg zu schaffen. Wähling galt als ruhiger und besonnener Trainer und verstärkte die Mannschaft mit erfahrenen Spielern. Bereits zum Saisonbeginn 1986 wurde Hannover seiner Favoritenrolle in der 2. Bundesliga gerecht und lag zur Winterpause  souverän an der Tabellenspitze. In der Rückrunde zeigte die Mannschaft Nerven, schaffte aber trotzdem als Erstplatzierter den Aufstieg in die Bundesliga. In der Saison 1987/88 erreichte Wähling mit Hannover den zehnten Platz in der Bundesliga. 1988/89 startete Hannover jedoch mit einer Serie von neun sieglosen Spielen in Folge, die zur Entlassung von Wähling führte.
Im Mai 1990 übernahm er beim Oberligisten TuS Hoisdorf übergangsweise das Traineramt, um Horst Feilzer zu vertreten, der bei Lehrgängen zur Erlangung des Fußballlehrerscheins weilte. Wähling betreute Hoisdorf in der ersten Runde der Deutschen Amateurmeisterschaft, schied mit der Mannschaft jedoch aus. Auch zu Beginn der Saison 1990/91 war Wähling noch als Ersatz für Feilzer in Hoisdorf tätig. Ende September 1991 kehrte Wähling zum TuS Hoisdorf zurück und wurde als Nachfolger von Lothar Hahn Cheftrainer. Wähling war in Hoisdorf bis 1992 im Amt.
Ab März 1992 war er beim FC St. Pauli zunächst als Sportlicher Berater, dann von Oktober 1992 bis 1996 als Manager tätig. Von 1992 bis 1995 war er gleichzeitig Trainer der St. Pauli-Amateure und erfreute sich als solcher großer Beliebtheit. Er verließ den FC St. Pauli wegen Unstimmigkeiten mit Uli Maslo, seinerzeit Trainer der St. Pauli-Profis. Ab Juni 1996 war Wähling hauptamtlicher Spielerbeobachter und Talentsichter beim Hamburger SV sowie 1999 in der Türkei Trainer bei Trabzonspor.